# イケル・レシオ
イケル・レシオ・オルテガ（Iker Recio Ortega、2001年6月17日 - ）は、スペイン・カスティーリャ・ラ・マンチャ州エスカロナ出身のサッカー選手。カディスCF所属。ポジションはDF。

## クラブ経歴
2021年1月16日、コパ・デル・レイのエルチェCF戦でプロデビューを果たした。
2022年6月28日、ADアルコルコンBに移籍した。
2023年8月21日、ジムナスティック・タラゴナにレンタル移籍した。
2024年7月20日、アンテケラCFに移籍した。
2024年12月30日、カディスCFに移籍した。